# Рафтер, Патрик
Па́трик Майкл Ра́фтер (англ. Patrick Michael Rafter, род. 28 декабря 1972 года, Маунт-Айза, Новый Южный Уэльс, Австралия) — австралийский теннисист-профессионал, бывшая первая ракетка мира, двукратный победитель US Open в одиночном разряде.
Профессионал с 1991 года. Завершил карьеру в 2002 году.

## Достижения
Выиграл 11 турниров в одиночном (в том числе 2 турнира Большого шлема и 2 турнира серии Мастерс) и 10 турниров в парном разряде (в том числе 1 турнир Большого шлема и 2 турнира серии Мастерс).
Лучшие результаты в турнирах «Большого шлема»:
- Победитель US Open (1997, 1998) в одиночном разряде.
- Финалист Уимблдонского турнира (2000, 2001) в одиночном разряде.
- Победитель Открытого чемпионата Австралии (1999) в парном разряде (с Йонасом Бьоркманом). Полуфиналист Открытого чемпионата Австралии 2001 года в одиночном разряде.
- Полуфиналист Открытого чемпионата Франции (1997) в одиночном разряде.

Рафтер доходил как минимум до полуфиналов всех 4 турниров Большого шлема как в одиночном, так и парном разрядах.
Трижды подряд (1998, 1999, 2000) Рафтер побеждал на турнире Ordina Open в голландском Хертогенбосе.
26 июля 1999 года занял первую строчку в рейтинге АТП, но сохранить звание первой ракетки мира смог всего лишь одну неделю — самый короткий срок среди всех обладателей этого титула. Рафтер не провёл ни одного матча в статусе первой ракетки мира.
Примечательно, что победа на Открытом чемпионате США 1997 года стала для Рафтера всего лишь второй в карьере на турнирах ATP и первой на харде, до этого он выиграл только турнир в Манчестере на травяных кортах в 1994 году.

## Финалы турниров Большого шлема в одиночном разряде (4)

### Победы (2)
| Год  | Турнир      | Соперник         | Счёт            |
| 1997 | US Open     | Грег Руседски    | 6-3 6-2 4-6 7-5 |
| 1998 | US Open (2) | Марк Филиппуссис | 6-3 3-6 6-2 6-0 |

### Поражения (2)
| Год  | Турнир        | Соперник         | Счёт                |
| 2000 | Wimbledon     | Пит Сампрас      | 6-710 7-65 6-4 6-2  |
| 2001 | Wimbledon (2) | Горан Иванишевич | 6-3 3-6 6-3 2-6 9-7 |

## Финалы турниров Большого Шлема в парном разряде (1)

### Победа (1)
| Год  | Турнир          | Партнёр        | Соперники в финале           | Счёт                  |
| 1999 | Australian Open | Йонас Бьоркман | Махеш Бхупати & Леандер Паес | 6-3 4-6 6-4 6-710 6-4 |

## Титулы в одиночном разряде (11)
| Титулы                    |
| Турниры Большого шлема(2) |
| Кубок Мастерс (0)         |
| Турниры серии Мастерс (2) |
| Турниры ATP тура (7)      |

| Титулы по покрытиям |
| Хард (7)            |
| Грунт (0)           |
| Трава (4)           |
| Ковёр (0)           |

| №   | Дата        | Турнир                                        | Покрытие | Соперник в финале  | Счет            |
| 1.  | 20 июн 1994 | Открытый чемпионат Манчестера, Великобритания | Трава    | Уэйн Феррейра      | 7-65 7-64       |
| 2.  | 8 сен 1997  | US Open, Нью-Йорк                             | Хард     | Грег Руседски      | 6-3 6-2 4-6 7-5 |
| 3.  | 13 апр 1998 | Открытый чемпионат Ченная, Индия              | Хард     | Микаэль Тилльстрём | 6-3 6-4         |
| 4.  | 22 июн 1998 | Ordina Open, Хертогенбос, Нидерланды          | Трава    | Мартин Дамм        | 7-62 6-2        |
| 5.  | 10 авг 1998 | Canada Masters, Торонто, Канада               | Хард     | Рихард Крайчек     | 7-63 6-4        |
| 6.  | 17 авг 1998 | Cincinnati Masters, США                       | Хард     | Пит Сампрас        | 1-6 7-62 6-4    |
| 7.  | 31 авг 1998 | Waldbaum's Hamlet Cup, Лонг-Айленд, США       | Хард     | Феликс Мантилья    | 7-63 6-2        |
| 8.  | 14 сен 1998 | US Open, Нью-Йорк                             | Хард     | Марк Филиппуссис   | 6-3 3-6 6-2 6-0 |
| 9.  | 21 июн 1999 | Ordina Open, Хертогенбос, Нидерланды          | Трава    | Андрей Павел       | 3-6 7-67 6-4    |
| 10. | 26 июн 2000 | Ordina Open, Хертогенбос, Нидерланды          | Трава    | Николя Эскюде      | 6-1 6-3         |
| 11. | 20 авг 2001 | RCA Championships, Индианаполис, США          | Хард     | Густаво Куэртен    | 4-2, отказ      |

## Командные турниры

### Финалы командных турниров (3)

#### Победы (1)
| №  | Год  | Турнир               | Команда                                                 | Соперник в финале                 | Счёт |
| 1. | 2001 | Командный Кубок мира | Австралия · У. Артурс, С. Дрейпер, П. Рафтер, Л. Хьюитт | Россия · Е. Кафельников, М. Сафин | 2-1  |

#### Поражения (2)
| №  | Год  | Турнир       | Команда                                   | Соперник в финале                                   | Счёт |
| 1. | 2000 | Кубок Дэвиса | Австралия Хьюитт,Рафтер,Столле,Вудфорд    | Испания Коста,Ферреро,Балселлс,Корретха             | 1-3  |
| 2. | 2001 | Кубок Дэвиса | Австралия У. Артурс, П. Рафтер, Л. Хьюитт | Франция С. Грожан, С. Пьолин, Ф. Санторо, Н. Эскюде | 2-3  |